# Claviger lederi
Claviger lederi – chrząszcz z rodziny kusakowatych, podrodziny Pselaphinae.

## Występowanie
Występuje w Gruzji i Turcji.